# 日本アミューズメント産業協会
一般社団法人日本アミューズメント産業協会（にほんアミューズメントさんぎょうきょうかい、英: Japan Amusement Industry Association、略称：JAIA）は、アミューズメント業界（主として風適法5号営業に該当するゲームセンター）に関する業界団体。
本項では、2006年に設立された任意団体と、2018年4月に日本アミューズメントマシン協会（JAMMA）から改称した一般社団法人の両者について記述する。

## 概要
日本アミューズメントマシン協会（JAMMA）、全日本アミューズメント施設営業者協会連合会（AOU）、日本SC遊園協会（NSA）の統一を目的として、2006年12月12日に三者共同で任意団体として設立された。それまでJAMMA、AOU、NSAが共同で行ってきた年次報告「アミューズメント産業界の実態調査報告書」の発表や、「ゲームの日」の運営などを行っている。
初代会長は里見治（JAMMA会長・セガサミーホールディングス代表取締役社長兼会長）。
2012年4月、JAMMAがNSA、全日本遊園施設協会（JAPEA）と統合し、一般社団法人に移行、名称を「日本アミューズメントマシン協会」に変更。
2018年4月1日、JAMMAとAOUが合併し、日本アミューズメント産業協会に名称を変更した。このことにより、1980年12月の全日本遊園協会（JAA）解散以来、38年ぶりの業界団体統一がなされた。